# آریادنی اولیور
آریادنی اولیور (انگلیسی: Ariadne Oliver) نام شخصیتی خیالی در مجموعه داستان‌های هرکول پوآرو از آگاتا کریستی است. اولیور یک نویسنده داستان‌های جنایی و دوست پوآرو است.
وی در داستان‌های زیر حضور پررنگ داشته‌است:
- ورق‌ها روی میز (۱۹۳۶)
- مرگ خانم مک‌گینتی (۱۹۵۲)
- حماقت مرد مرده (۱۹۵۶)
- اسب رنگ‌پریده (۱۹۶۱) — تنها داستانی که الویر در آن حضور دارد اما پوآرو نه
- دختر سوم (۱۹۶۶)
- جشن هالووین (۱۹۶۹)
- فیل‌ها به یاد می‌آورند (۱۹۷۲)